# Onoe Kikugorō III
Onoe Kikugorō III (三代目 尾上 菊五郎, Sandaime Onoe Kikugorō), né en 1784 - 16 mai 1849, est un acteur japonais de kabuki de la fin de l'époque d'Edo, le premier et le plus célèbre kaneru yakusha (兼ねる役者), type d'acteurs qui incarnent une grande variété de rôles. Ceci est en contraste avec la grande majorité des acteurs kabuki qui se spécialisent dans des rôles de femmes, de héros, de méchants ou autres types particuliers de personnages. Kikugorō est un proche ami du dramaturge Tsuruya Namboku IV qui crée spécialement pour lui le rôle d'Oiwa dans la pièce Tōkaidō Yotsuya Kaidan.

## Noms et lignée
Comme la plupart des acteurs kabuki, Kikugorō porte différents noms de scène tout au long de sa carrière. Il commence par utiliser le nom Onoe Eizaburō I, puis Ōgawa Hashizō I, Onoe Baikō III et Onoe Matsusuke II avant de prendre le nom Onoe Kikugorō en 1815. Il emploie également les noms de poésies (haimyō) Baiju, Gachō, Sanchō et Baikō.
Kikugorō est adopté dans le monde du kabuki par Onoe Shōroku I. Il a trois fils, Onoe Matsusuke III, Onoe Eizaburō IV et Onoe Kikunosuke, et un petit-fils, Onoe Kikugorō V. Onoe Kikugorō IV et Ichimura Uzaemon XII sont ses gendres.

## Carrière
Kikugorō fait ses débuts sur scène à l'âge de quatre ans en 1789 sous le nom Onoe Eizaburō I.
En 1810, il a déjà fait connaissance avec Tsuruya Nanboku IV et a été témoin des débuts sur scène de son premier fils. Au cours de sa carrière, il développe une relation forte avec le dramaturge, se produit dans plusieurs de ses productions, souvent aux côtés de ses propres fils. Il prend part à un certain nombre de shūmei (cérémonies de nomination) avec ses fils et porte plusieurs noms différents qu'il transmet souvent à l'un ou l'autre de ses fils pour finalement adopter le nom Kikugorō III en 1815.
Kikugorō interprète le rôle d'Oiwa, épouse d'Iemon, lors de la première en 1825 de la pièce de fantôme désormais célèbre Tōkaidō Yotsuya Kaidan ; le rôle a été écrit spécialement pour lui par son ami dramaturge. Parmi ses nombreux rôles au cours de sa carrière figurent celui d'Ōboshi Yuranosuke, Kō no Moronao et Tonase dans Kanadeon Chūshingura, Sugawara no Michizane dans Sugawara Denju Tenarai Kagami ainsi que Shizuka Gozen et Itami Gonta dans Yoshitsune Senbon-sakura. Sa rivalité avec l'acteur Ichikawa Danjūrō VII ajoute à l'intérêt et à l'attrait de leurs nombreuses représentations ensemble.
Il prend sa retraite en septembre 1847 après une dernière performance au Ichimura-za dans un programme intitulé Onoe Baiju Ichidai Banashi en son honneur. Retraité, il prend le nom Kikuya Manbei et dirige une boutique de mochi appelée le Kiku-ya. Cependant, Kikugorō retourne sur scène l'année suivante sous le nom Ōgawa Hashizō I, à Edo et pour une courte tournée à Nagoya.
Il s'installe à Osaka vers la fin de 1848, tombe malade l'année suivante et meurt à la shukuba de Kakegawa sur le Tōkaidō.

## Source de la traduction
- (en) Cet article est partiellement ou en totalité issu de l’article de Wikipédia en anglais intitulé « Onoe Kikugorō III » (voir la liste des auteurs).